# Министерство энергетики Литвы
Министерство энергетики Литвы — орган правительства Литовской Республики. 
Оно реализует политику правительства Литвы в топливно-энергетическом комплексе и поставок энергии на рынок страны. 
Его деятельность регулируется Конституцией Литовской Республики, указами Президента и премьер-министра и законами, принятыми Сеймом (парламентом).
Министерство энергетики Литвы было организовано после восстановления независимости Литвы, а 22 октября 1990 года Правительством Литвы были подтверждены нормативные акты министерства. 1 мая 1997 года министерство было упразднено и выполнение функций было передано министерству экономики. После реформы министерства экономики 27 января 2009 года министерство энергетики было восстановлено.

## Руководители
глава министерства:
- Ляунас Вайдотас Ашмонтас (17.03.1990 – 10.03.1993)
- Альгимантас Владас Стасюкинас (10.03.1993 – 15.05.1995)
- Арвидас Костас Лешчинскас (15.05.1995 – 23.02.1996)
- Саулюс Алоизас Бернардас Кутас (23.02.1996 – 19.12.1996)
- Арвидас Секмокас (10.02.2009 – 13.12.2012)
- Ярослас Неверович (13.12.2012 - 22.09.2014)
- Рокас Масюлис (22.09.2014 — 13.12.2016)
- Жигимантас Вайчюнас (13.12.2016 - 11.12.2020)
- Дайнюс Крейвис[лит.] (с 11.12.2020 - н.в.)